# Carlos de la Cerda
Spanyol Károly (franciául: Charles de la Cerda, közismert nevén: Charles d'Espagne) (?, 1327 – L’Aigle, 1354. január 8.) francia-kasztíliai nemes és katona, Alfonso de la Cerda spanyol király (meghalt 1327-ben) és Isabelle d'Antoing fia, valamint a kitagadott Alfonso de la Cerda, (1270-1333) unokája. II. János francia király távoli unokatestvére, akinek gyermekkori pajtása és kedvence volt, még akkor, amikor János Normandia hercege volt. 
Károly a kasztíliai gályák parancsnoka volt a L'Espagnols-sur-Mer-i csatában, ahol hosszú és elkeseredett küzdelem után vereséget szenvedett III. Eduárd angol királytól. Nem sokkal János trónra lépése és II. Raoul, Eu grófjának kivégzése után kinevezték a francia hadak főparancsnokává (connétable), és Angoulême grófjává. 
A II. Navarrai Johanna 1349-ben bekövetkezett halála óta betöltetlen Angoulême grófja címre fia, II. Károly navarrai király tartott igényt, aki így Spanyol Károly ellenségévé vált. 
1351-ben Charles de la Cerda feleségül vette Margitot, Károly bretagne-i herceg lányát.
1354-ben Navarrai Károly és csapata L'Aigle-ben, egy fogadóban elfogta és meggyilkolta de la Cerdát. Ez az esemény feldühítette II. János francia királyt, aki soha nem bocsátott meg Navarrai Károlynak, és később el is fogatta és börtönbe zárta őt. Az ellenségeskedés folyamatos konfliktushoz és instabilitáshoz vezetett Franciaországban, amelyet csak V. Károly 1364-es trónra lépésekor sikerült megoldani Navarrai (Gonosz) Károly háttérbe szorításával és eljelentéktelenítésével.
Maurice Druon francia író „Az elátkozott királyok” c. regényfolyamának utolsó, VII. részében hosszan ír szerepéről. A kortársak beszámolóit alapul véve az író arra utal, hogy a király és a jóképű spanyol lovag között homoszexuális kapcsolat volt.

## Fordítás
- Ez a szócikk részben vagy egészben  a   Charles de la Cerda című angol Wikipédia-szócikk ezen változatának fordításán alapul.  Az eredeti cikk szerkesztőit annak laptörténete sorolja fel. Ez a jelzés csupán a megfogalmazás eredetét és a szerzői jogokat jelzi, nem szolgál a cikkben szereplő információk forrásmegjelöléseként.